# Hai mươi sáu ngày trong cuộc đời Dostoyevsky
Hai mươi sáu ngày trong cuộc đời Dostoyevsky (tiếng Nga: Двадцать шесть дней из жизни Достоевского) là một bộ phim về cuộc đời nhà văn Fyodor Dostoyevsky, do Aleksandr Zarkhi đạo diễn, ra mắt lần đầu năm 1980.

## Diễn viên
- Anatoly Solonitsyn... Fyodor Mikhailovich Dostoyevsky
- Yevgenya Simonova... Anna Grigoryevna Snitkina (vợ Fyodor Dostoyevsky)
- Ewa Szykulska... Avdotya Panayeva
- Nikolai Denisov
- Yevgeny Dvorzhetsky
- Yury Katin-Yartsev

## Vinh danh
- Đề cử nam diễn viên chính xuất sắc nhất (Anatoly Solonitsyn) và giải thưởng Gấu Bạc - Liên hoan phim Berlin (1981)